# 坊平スキー場
坊平スキー場(ぼうだいらスキーじょう)は、長野県下高井郡山ノ内町にかつてあったスキー場である。

## 概要
本スキー場は、沓打茶屋と十二沢の間、坊平にあった初心者向きのスキー場である。志賀高原スキー場において早期(昭和初期)に開設された。現在の国道292号の沓打名水公園の下(13号カーブから14号カーブ(坊平橋)にかけて)の緩やかな斜面を利用していた。索道は存在しなかった。

1948年(昭和23年)にレオナードコースが開設されて、上部は旭山スキー場、下部は上林スキー場とそれぞれ結ばれた。レオナードコースが借地権料の高騰により1961年(昭和36年)を以て廃止され、計画中の志賀草津道路の計画ルートにもあたるため、1960年代半ばで閉鎖された。